# Nyikon moszkvai pátriárka
Nyikon pátriárka, született Nyikita Minyin vagy Minov (Velgyemanovo, Nyizsnyij Novgorod-i terület, 1605. május 7. – Jaroszlavl, 1681. augusztus 17.) az orosz ortodox egyház 7. pátriárkája.

## Élete
A Nyizsnyij Novgorodhoz közeli Velgyemanovóban született. Alacsony sorból került magas egyházi méltóságra. I. Alekszej cár bizalmából 1652-ben lett Moszkva és egész Oroszország pátriárkája. Egyházi reformokat vezetett be. A sokszor félrefordított, helyi szokásokkal tarkított szertartásrendet és szent szövegeket akarta összhangba hozni az eredeti görög ortodox tanításokkal. A papság és a hívek egy része azonban ellenszegült újításainak (→ raszkolnyikok). 
Hatalmi törekvésében végül összeütközésbe került a cárral is. Kegyvesztetté vált, így 1666-ban megfosztották egyházi méltóságától és a Ferapontov-kolostorba száműzték. A cár halála után, 1676-ban szabadon engedték. Útban Moszkva felé, Jaroszlavlnál halt meg.